# Suzuki GV 1400 Cavalcade
La Suzuki GV 1400 Cavalcade è una motocicletta sportiva prodotta dalla casa motociclistica giapponese Suzuki dal 1985 fino al 1991.

## Profilo e contesto
Disponibile dal 1985 al 1988 in Nord America e in Europa fino al 1991, era commercializzata in tre allestimenti: GT, LX e LXE. 
La moto montava un motore V4 con distribuzione DOHC a 4 valvole per cilindro 
(per un totale di 16, con punterie valvole idrauliche) a 4 tempi raffreddato a liquido dalla cilindrata di 1360 cm³. La potenza veniva gestita tramite una trasmissione a cardano.
Dotata di un cambio a sei velocità, la moto utilizzava una frizione a dischi multipli in bagno d'olio. Il motore era alloggiato sul telaio in acciaio.
La sospensione anteriore utilizzata era una forcella telescopica, al posteriore invece montava un mono ammortizzatore. Il sistema frenante era composto da tre dischi, di cui quelli anteriori doppi.